# Goagiu, Harghita
Goagiu (în maghiară Gagy) este un sat în comuna Avrămești din județul Harghita, Transilvania, România.

## Personalități
- Ioan Iosif (avocat) (1887 - 1969), deputat în Marea Adunare Națională de la Alba Iulia 1918

## Imagini

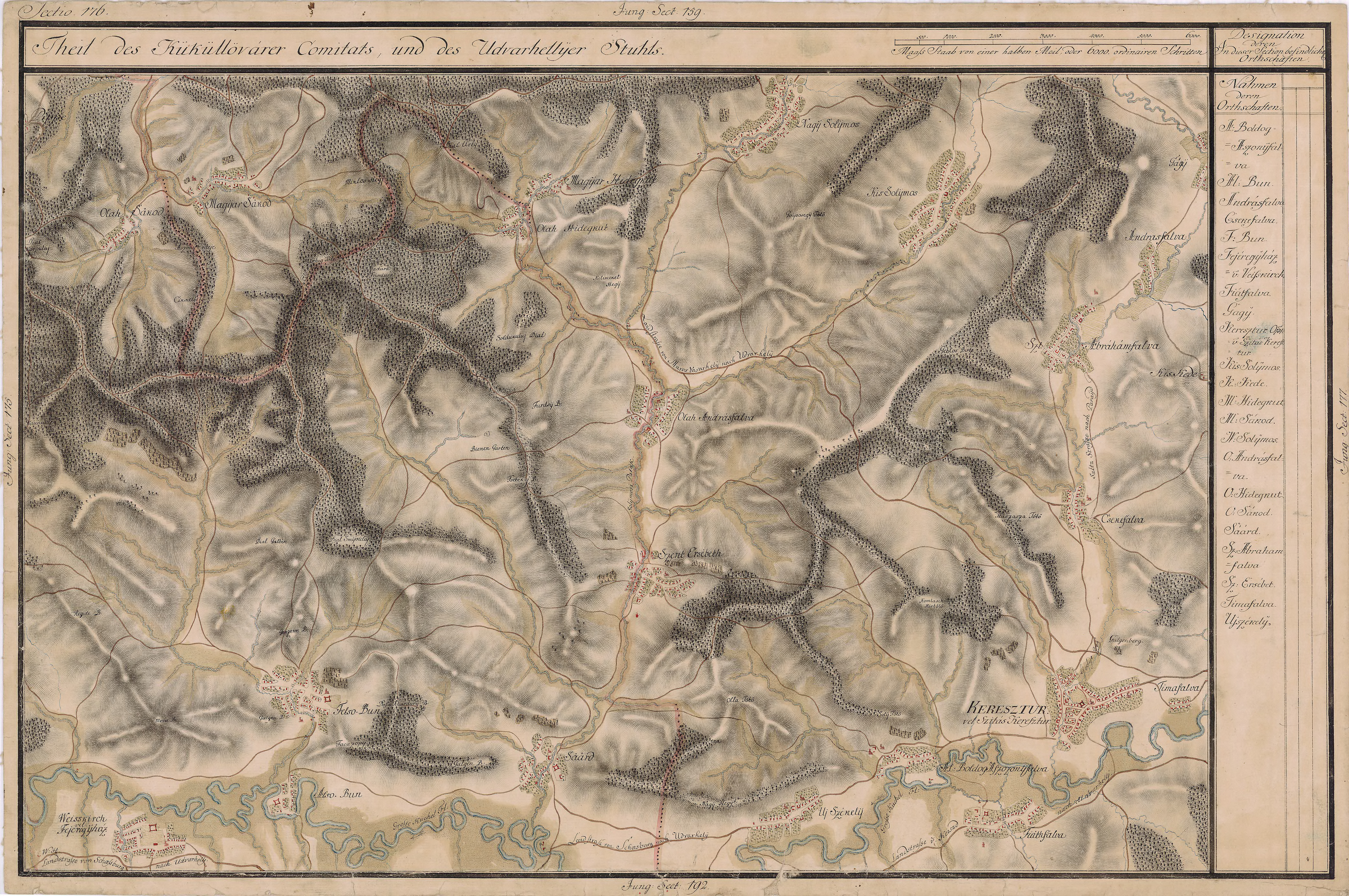
Goagiu în Harta Iosefină a Transilvaniei, 1769-73

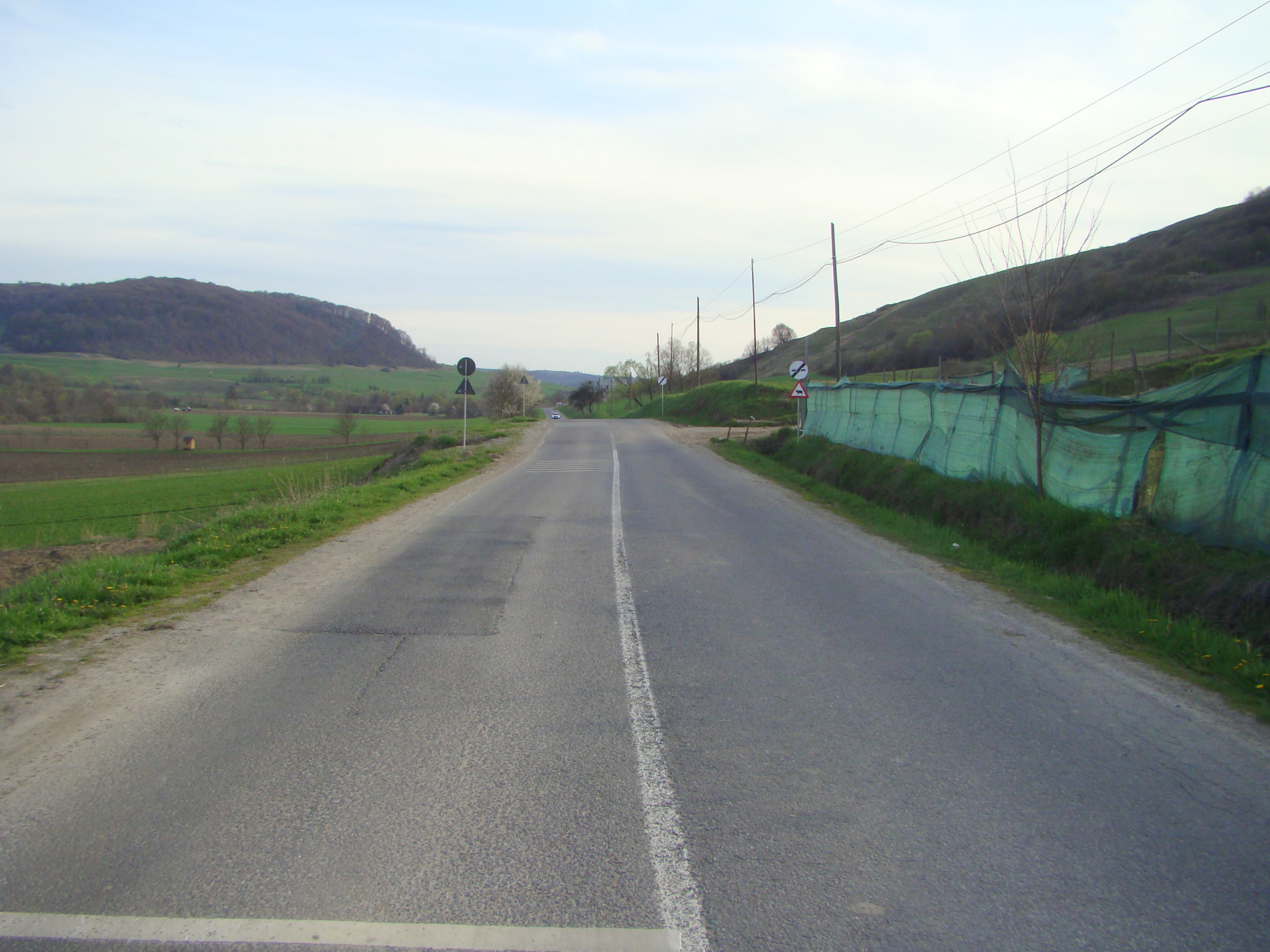
Drumul Andreeni-Goagiu
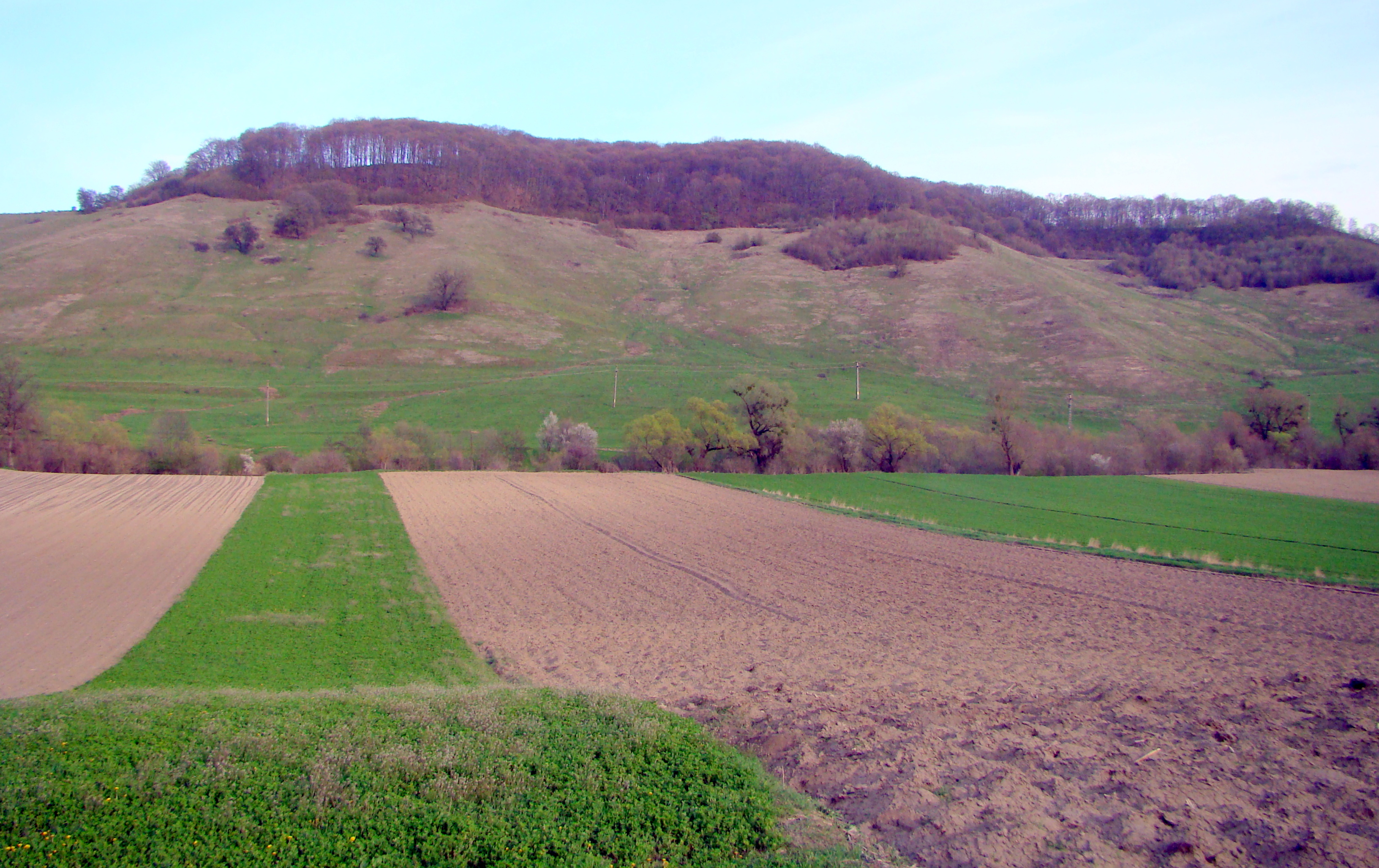
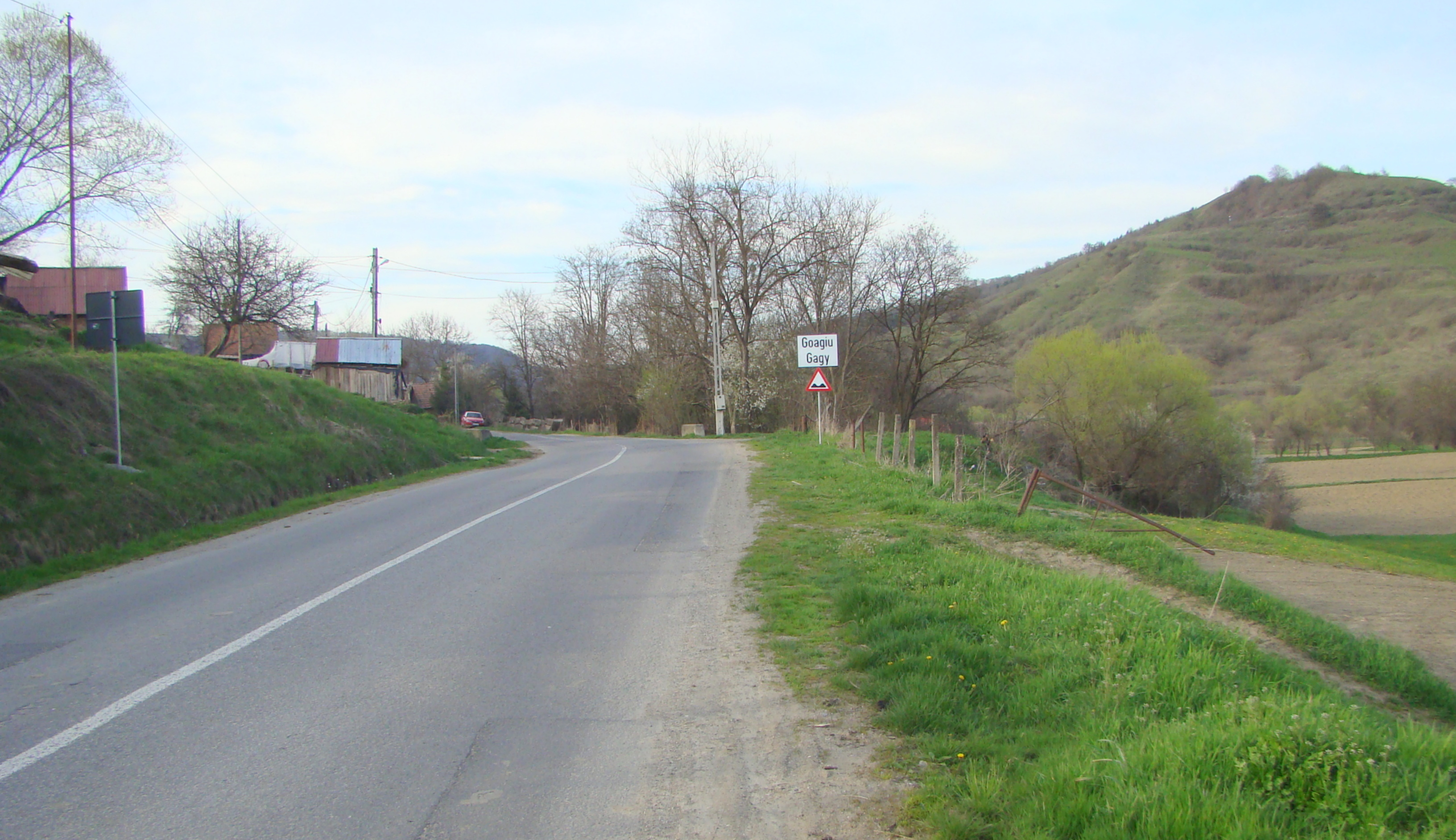
Intrarea în localitate
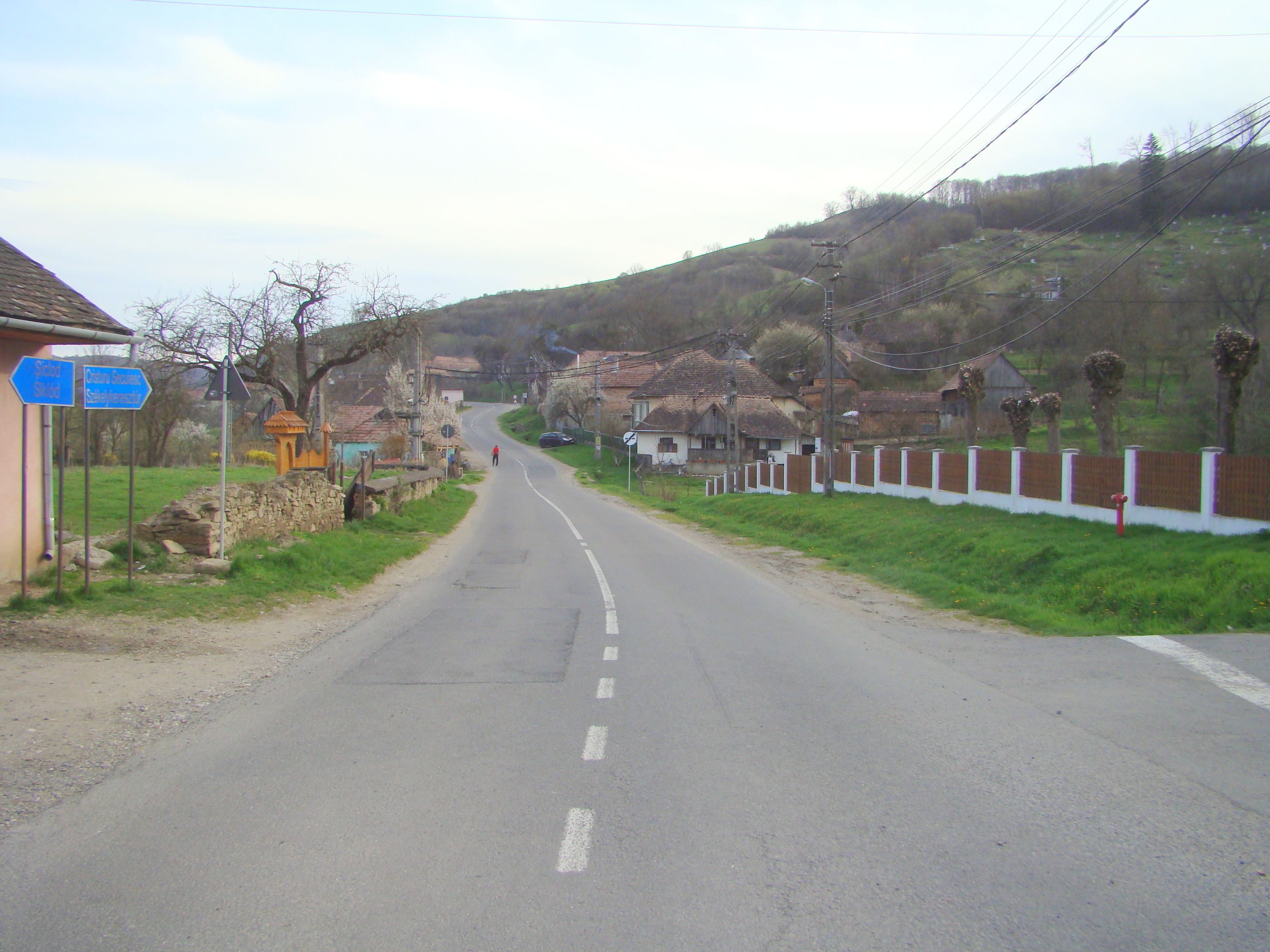
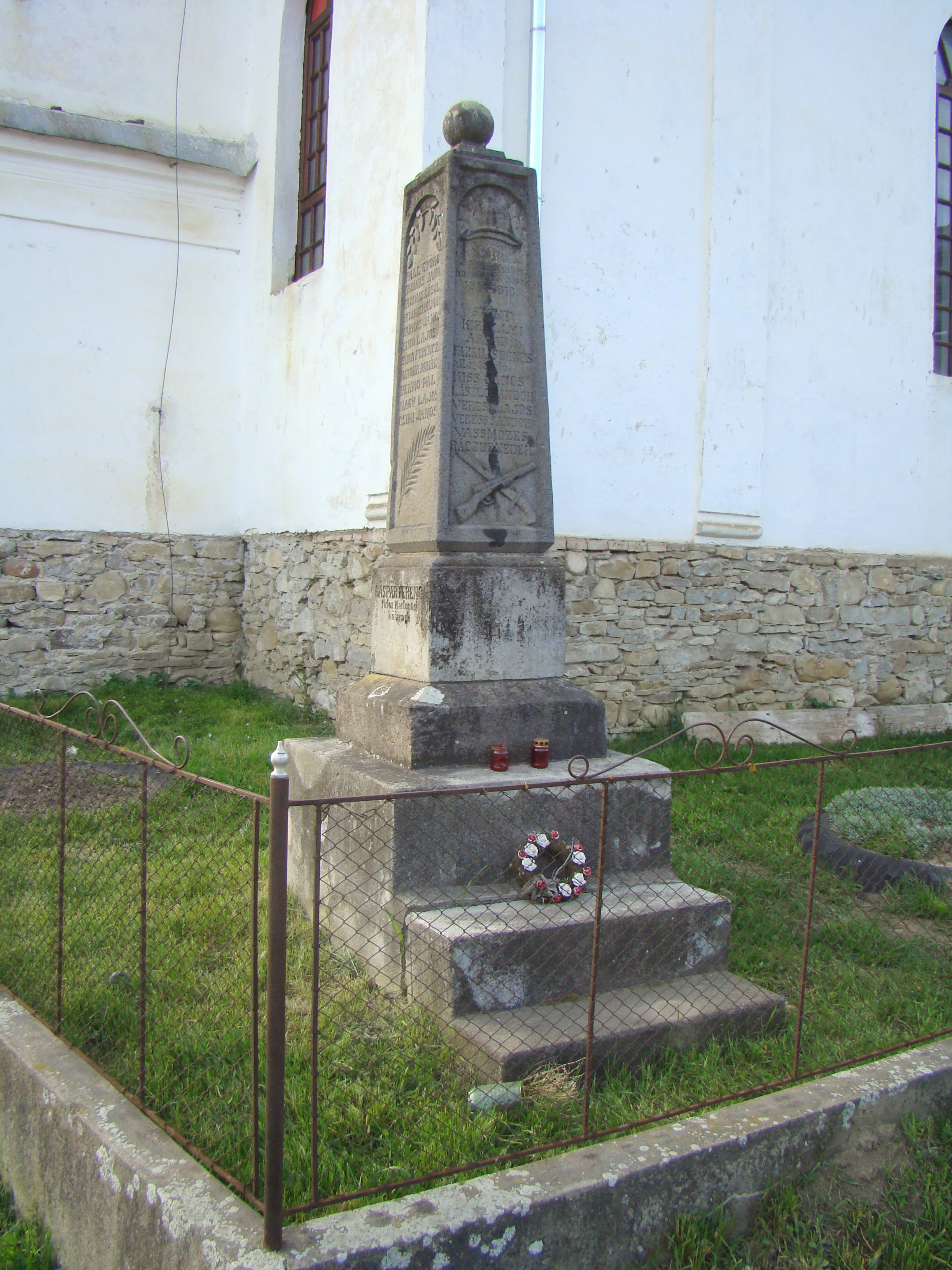
Monumentul eroilor
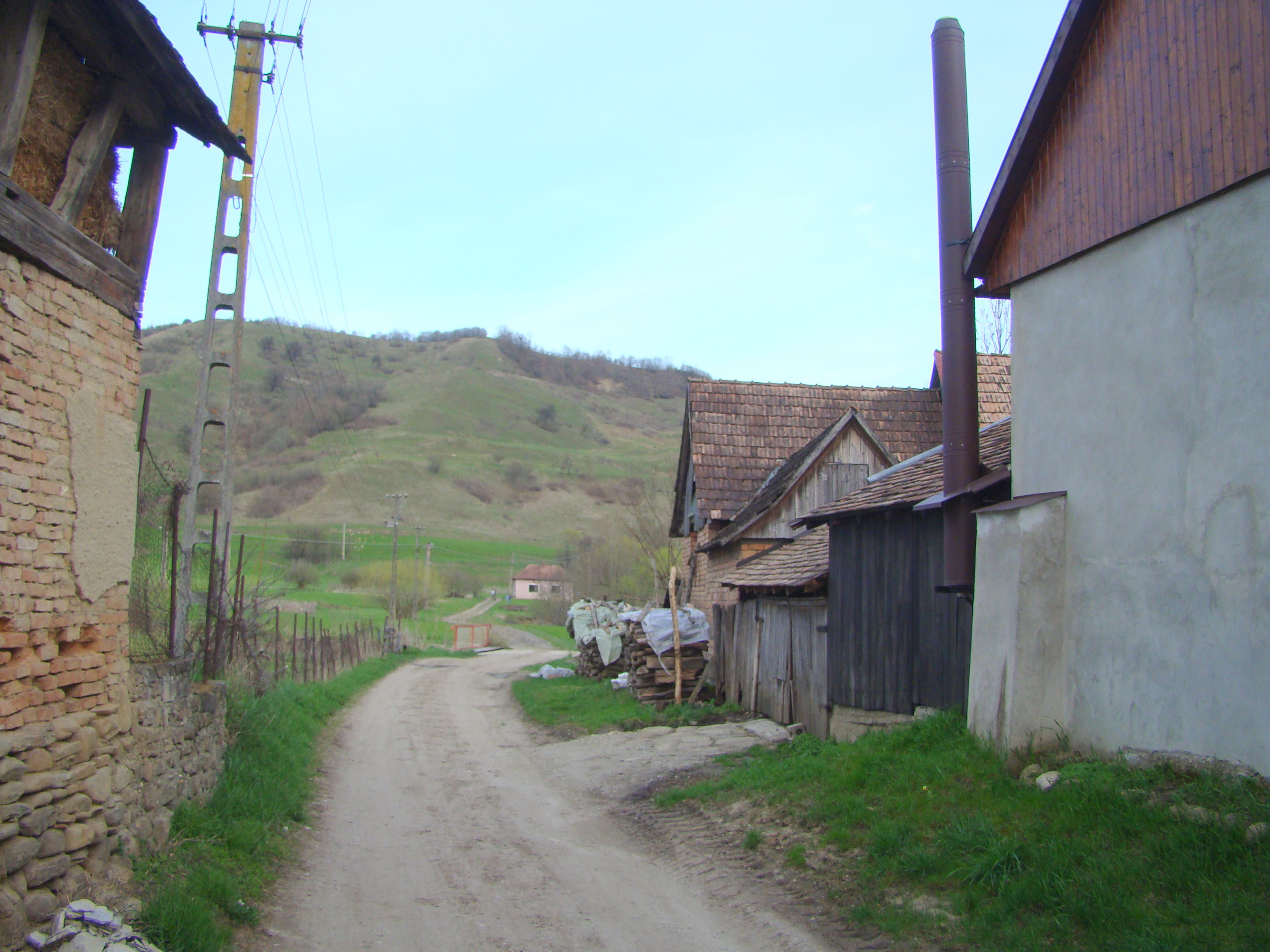
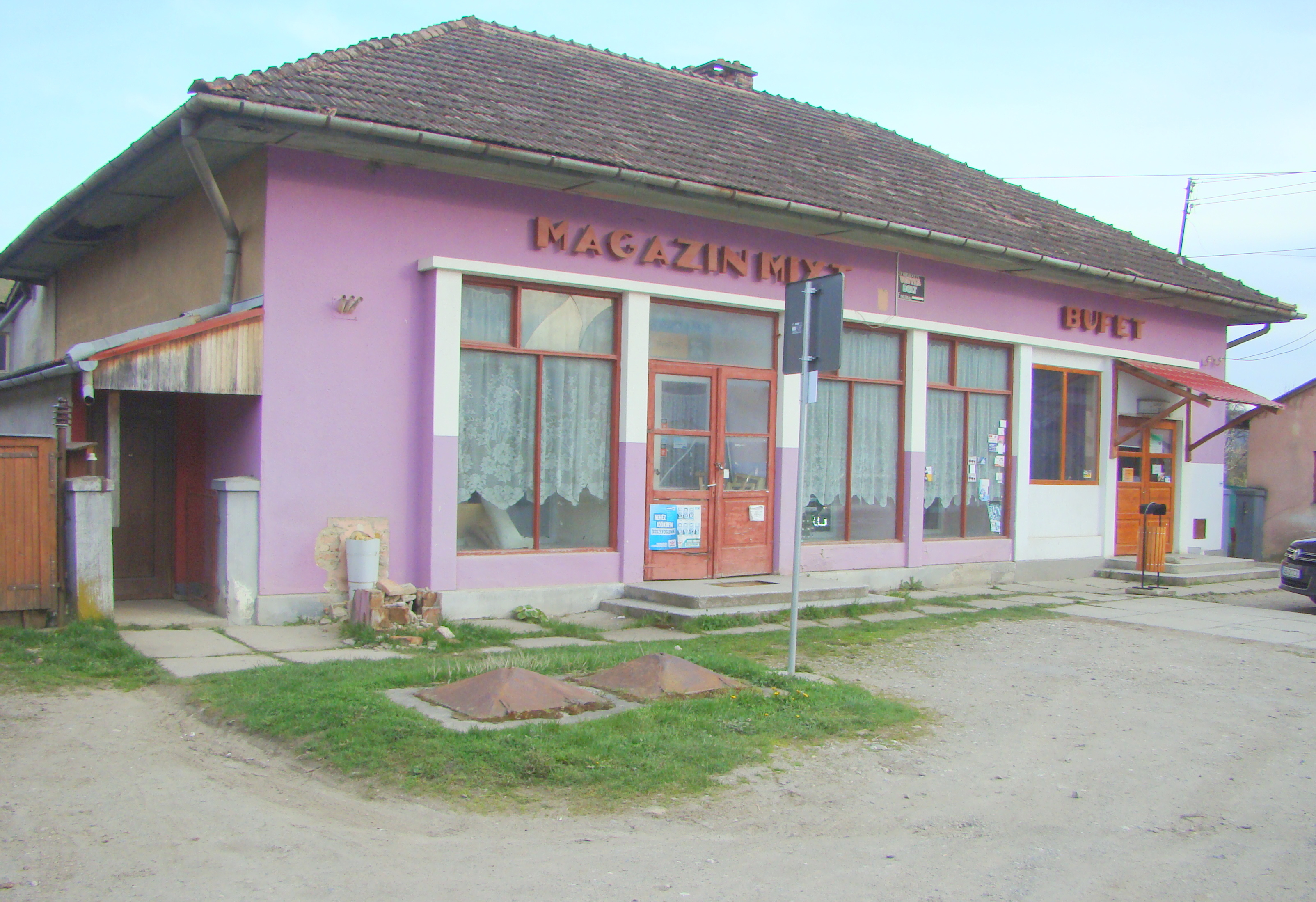
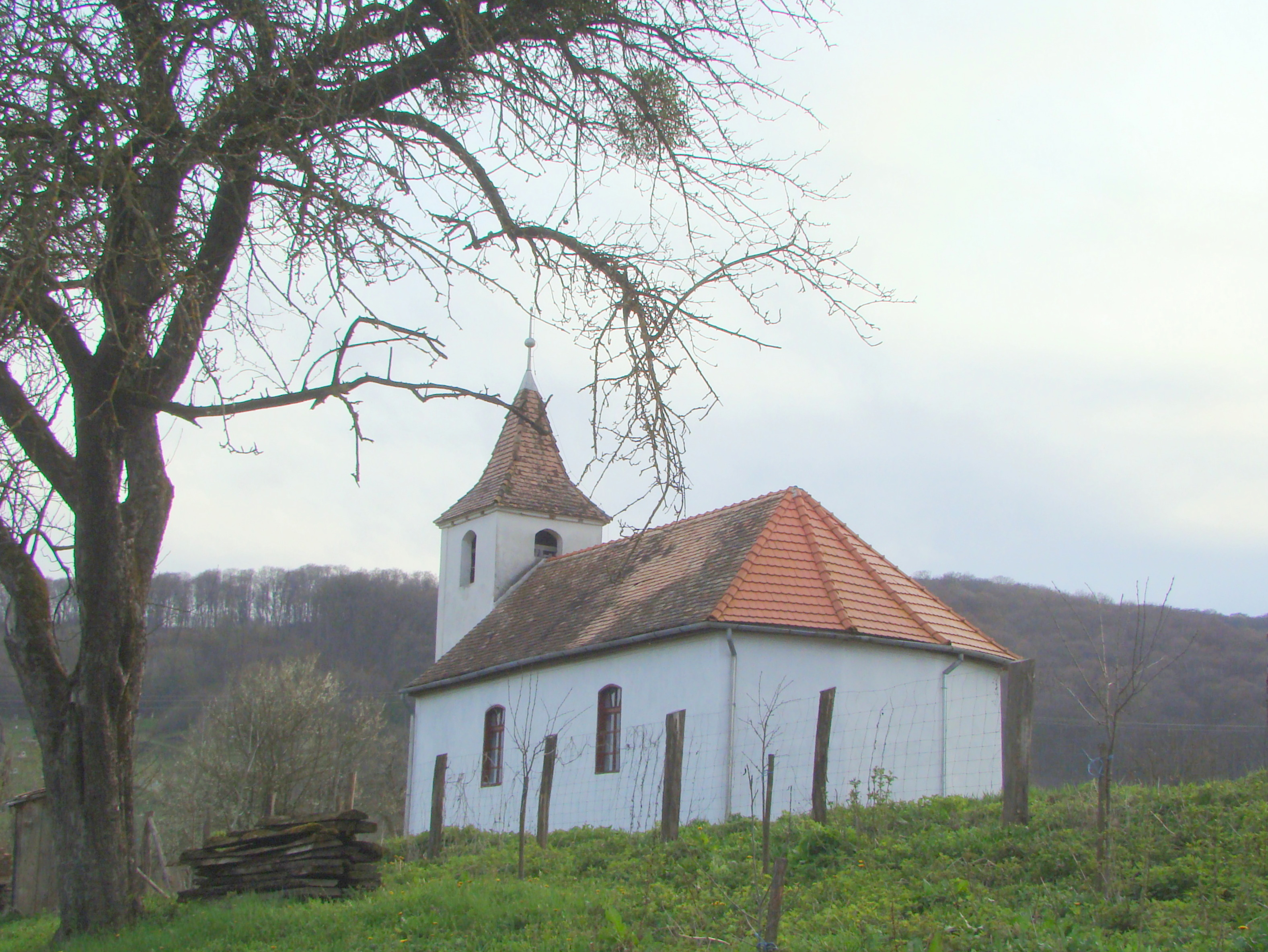
Biserica reformată
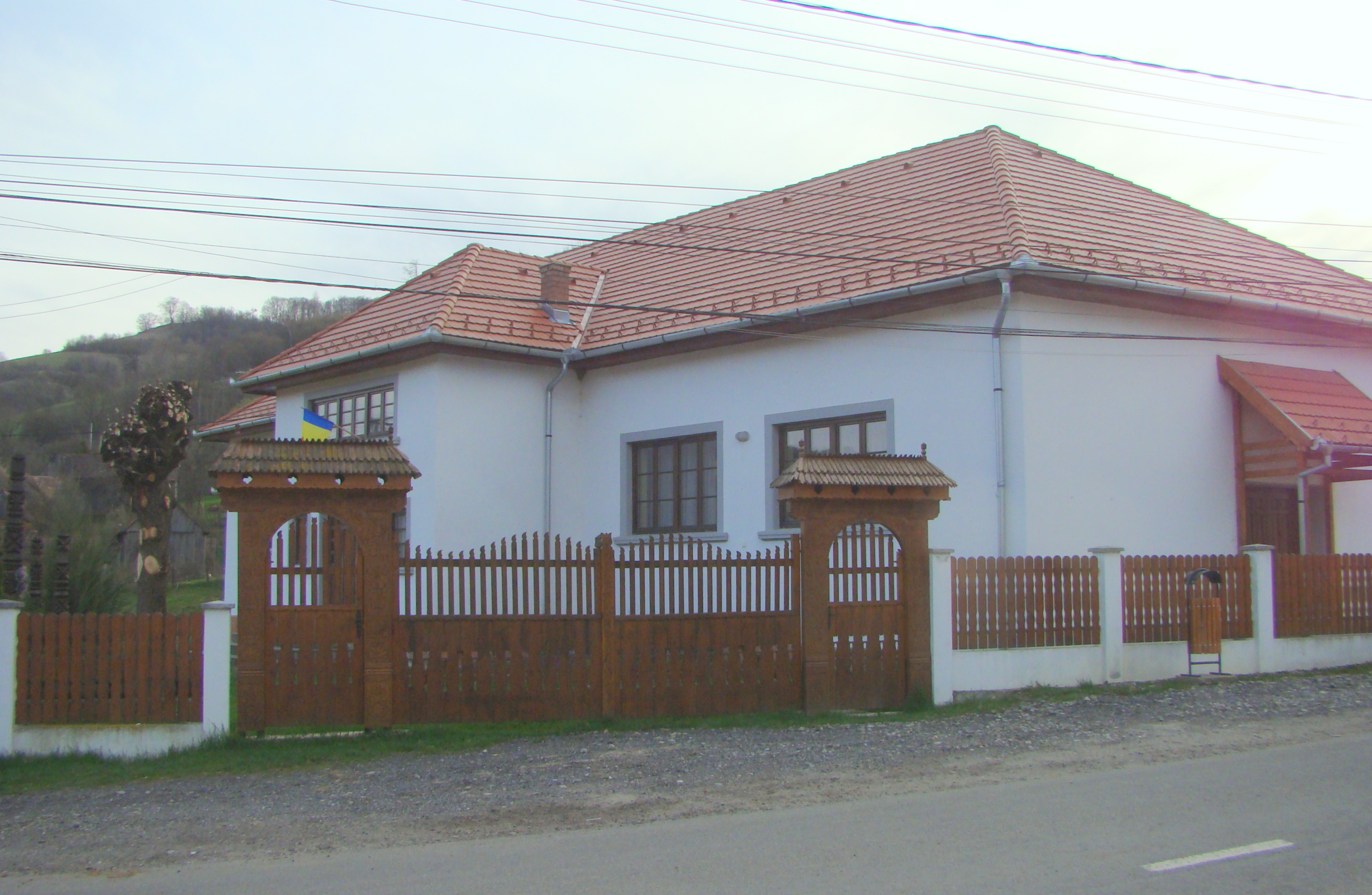
Căminul cultural
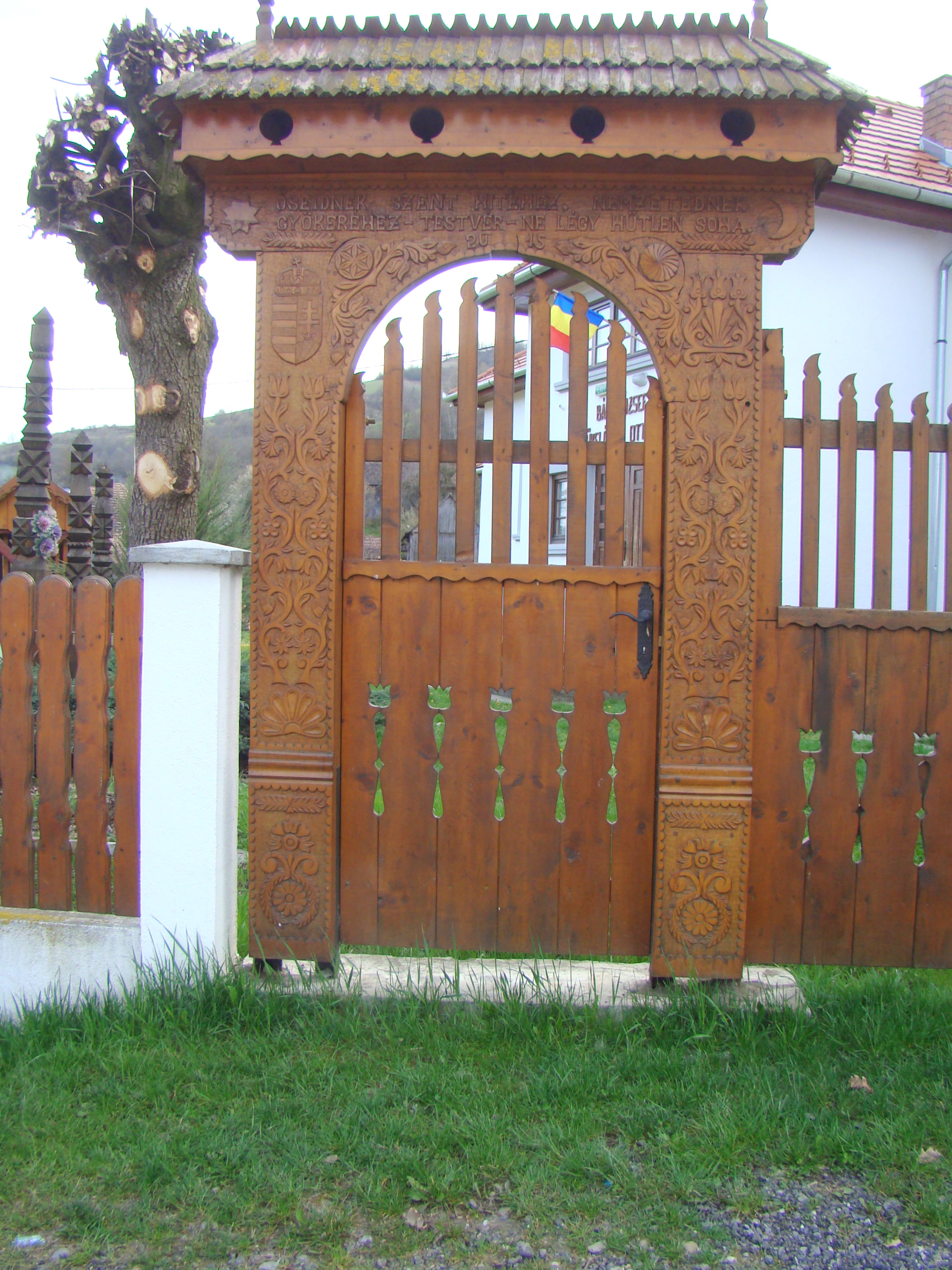
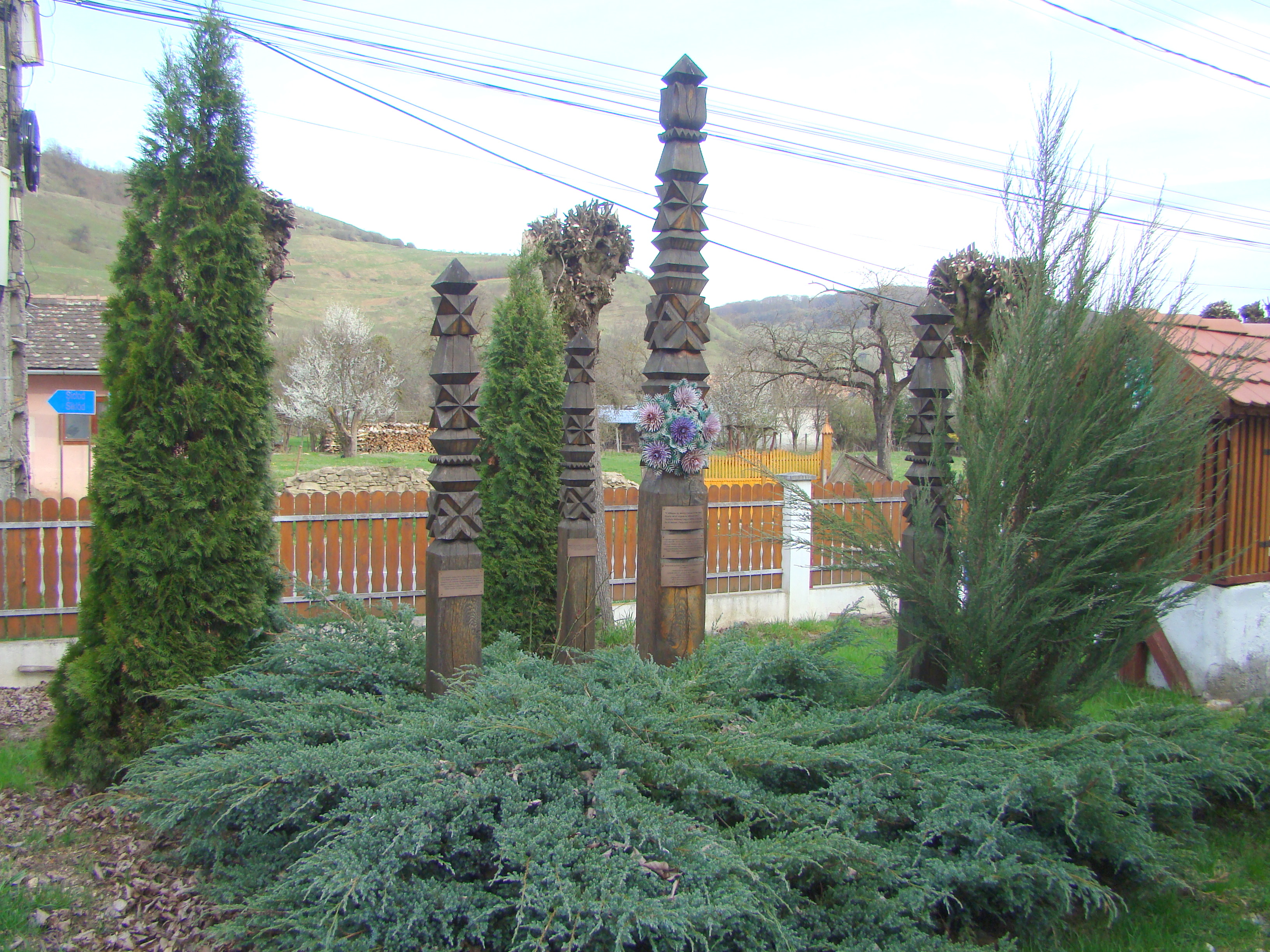
Kopjafa
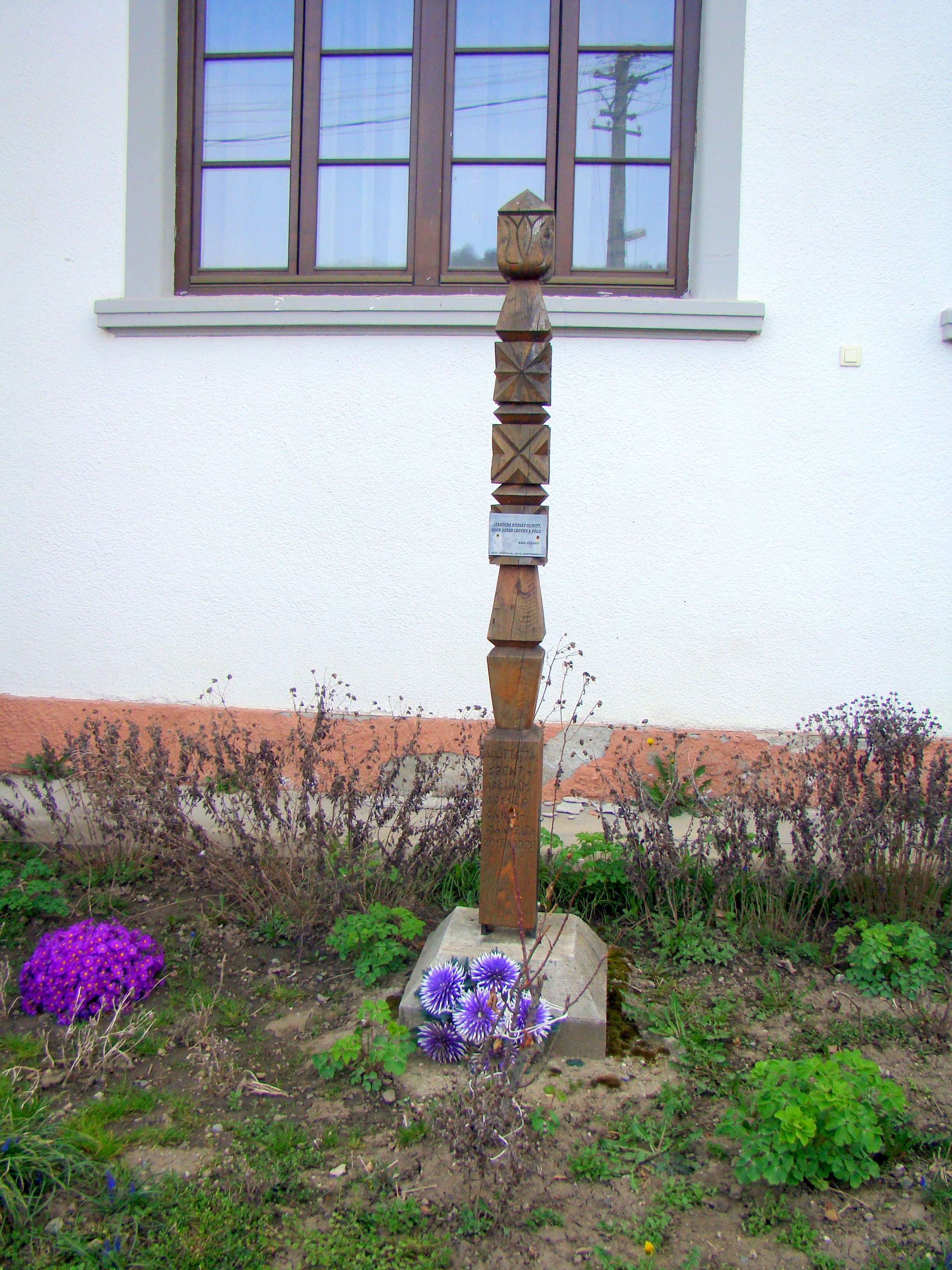
Kopjafa
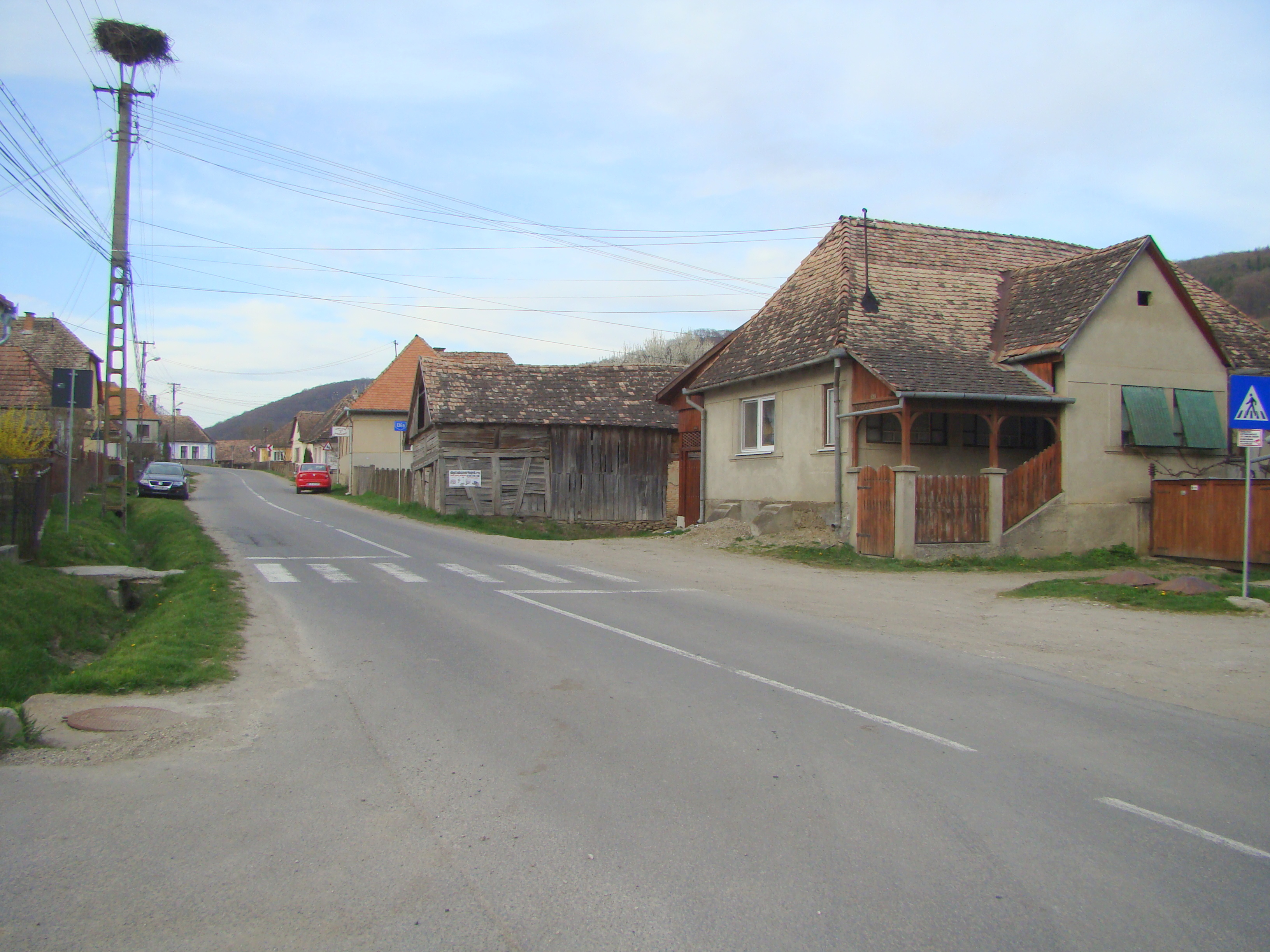
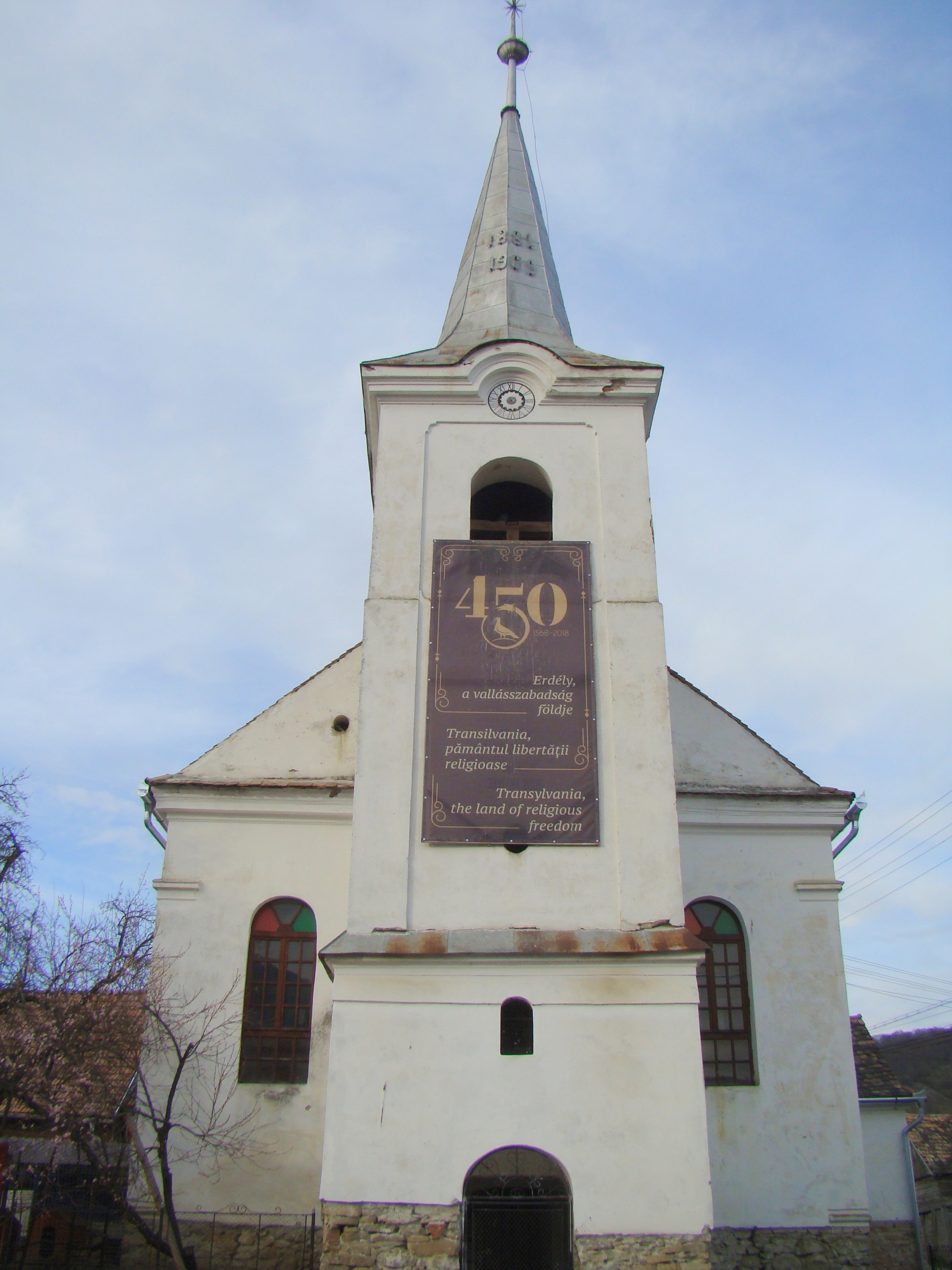
Biserica unitariană

 Acest articol despre o localitate din județul Harghita este deocamdată un ciot. Puteți ajuta Wikipedia prin completarea lui.